# Битва на Аксоні
Битва на Аксоні — битва між  белгами під проводом вождя суессіонів Дівітіака (мав римське прізвисько «Гальба») і вісьмома римськими легіонами Гая Юлія Цезаря, що відбулася в  57 році до н. е. на річці Аксон (Axona, нині річка Ена у Франції).

## Передісторія
Весною 57 року до н. е. Цезар з 8 легіонами пішов на північ, щоб затвердити римське панування над племенами белгів, що жили по нижній течії Рейну, серед яких помічалися ворожі до римлян настрої. На підтримку римлян виступило тільки плем'я ремів. Решта племен на загальних зборах вирішили виставити проти Цезаря об'єднану армію в кількості 306 тис. воїнів. Як тільки Цезар дізнався про те, що белги стягнули всі війська в одне місце, він перевів свою армію через річку Аксон і там на пагорбі розбив укріплений табір. На мосту через Аксон Цезар залишив  легата  Квінта Титурія Сабіна з шістьма когортами, щоб прикривати шлях для постачання провіанту з країни ремів.
Белги обложили місто ремів Бібракс і тим самим розташувалися в 8 милях від табору Цезаря. Посли ремів просили Цезаря про допомогу, яку він їм і надав у вигляді загонів нумідійських і критських стрільців і балеарських пращників. Белги відступили від міста і рушили проти Цезаря, зупинившись в 2 милях від його табору.

## Хід битви
З огляду на чисельну перевагу на боці белгів Цезар спочатку вирішив ухилитися від генеральної битви, обмежившись кінними сутичками. На пагорбі, на якому знаходився табір римлян, Цезар вирішив розташувати свої сили. Шість легіонів він вибудував перед табором, а два залишив в таборі як резерв. Белги також вивели своє військо і вишикували його.
Між військами белгів і римлян було невелике болото, через яке жодна із сторін не вирішила переправлятися. Зав'язався тільки кінний бій, успіх в якому був на боці римлян. Цезар відвів війська до табору, а белги рушили до Аксона. Там вони знайшли брід і спробували переправити частину своїх сил, щоб взяти редути, якими командував Титурій Сабін, і зруйнувати міст; а якщо це не вдасться, то спустошити країну ремів і відрізати Цезаря від підвезення.
Після отримання про це звістки Цезар перевів по мосту всю кінноту і легкоозброєних стрільців і пращників і попрямував проти белгів. Римляни напали на белгів і багатьох з них перебили. Ті, хто вже переправився, були розбиті римською кіннотою, інших, що намагались переправитися, відбили градом снарядів. Белги відступили до свого табору.

## Наслідки
У зв'язку з тим, що белги не могли довго утримувати величезну армію в чужій країні, вони вирішили повернутися в свої землі. Як тільки Цезар переконався, що цей відступ не засідка, він вислав всю кінноту, а за нею слідом три легіони. Римляни наздогнали белгів і багатьох з них перебили.